# Campomanesia speciosa
Campomanesia speciosa es una especie de planta fanerógama perteneciente a la familia Myrtaceae. 
Es un subarbusto endémico de Ecuador, del Perú y de Colombia.

## Nombre común
- Guayaba de monte, guayabilla, palillo

## Fuente
- Pires O'Brien, J. 1998.  Campomanesia speciosa.   2006 IUCN Lista Roja de Especies Amenazadas; bajado 21 de agosto de 2007